# ادن ماسوئما
ادن ماسوئما (انگلیسی: Eden Massouema؛ زادهٔ ۲۹ ژوئن ۱۹۹۷) بازیکن فوتبال اهل فرانسه است.
از باشگاه‌هایی که در آن بازی کرده‌است می‌توان به باشگاه فوتبال پاریس اف سی اشاره کرد.